# 무지리스

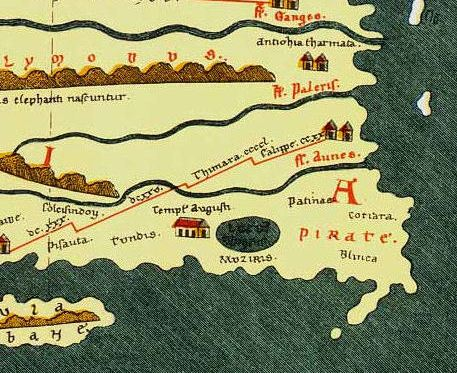
4세기 타불라 페우팅게리아나에 나타난 무지리스

무치리(말라얄람어: മുചിറി), 통칭 무지리스(고대 그리스어: Μουζιρίς)는 말라바르 해안의 고대 항구이자 도시 중심지였다. 무지리스는 에리트레아해의 페리플러스, 음유시인 타밀 시 및 여러 고전 문헌에 언급되어 있다. 무지리스는 체라 왕조의 주요 요새 도시였다. 무지리스의 정확한 위치는 역사가와 고고학자 사이에서 논쟁의 대상이 되어 왔다. 그러나 2004년부터 케랄라주 에르나쿨람구 파타남에서 발굴 작업을 진행한 결과, 일부 전문가들은 무지리스가 바로 그곳에 있었다는 가설을 제시하고 있다. 이곳은 다른 나라에서 도착하는 기독교 및 이슬람 상인들에게 중요한 무역항이었다.
무지리스는 인도 남부와 페르시아, 중동, 북아프리카, (그리스와 로마) 지중해 지역 간의 교류의 중심지였다. 플리니는 그의 저서 『자연사』에서 무지리스를 “인도의 첫 번째 백화점”이라고 칭송했다. 무지리스에서 수출된 중요한 상품으로는 향신료(후추, 말라바트론 등), 준보석(베릴 등), 진주, 다이아몬드, 사파이어, 상아, 중국 비단, 갠지스 감송, 거북등 등이 있다. 로마 항해사들은 금화, 페리도트, 얇은 옷, 리넨, 여러 가지 색의 직물, 안티모니 황화물, 구리, 주석, 납, 산호, 생유리, 와인, 계관, 웅황 등을 가져왔다. 파타남에서 출토된 동판의 위치는 무지리스에서 팔그하트 갭을 거쳐 카베리 계곡을 따라 인도 동부 해안으로 이어지는 내륙 무역의 연결고리를 시사한다. 서기 5세기부터 로마와의 무역은 쇠퇴했지만, 1341년 페리야르의 대홍수가 발생하기 전까지 무지리스는 다른 국적, 특히 페르시아인, 중국인, 아랍인의 관심을 끌었던 것으로 추정된다.
초기에 무지리스는 카르나타카 남서부의 망갈로르 주변 지역으로 확인되었다. 이후 가설에 따르면 현재의 코둥갈루르구, 트리수르구의 마을과 탈룩 주변에 위치했다는 설이 제기되었다. 케랄라 중부의 코둥갈루르는 제2촐라 시대부터 남인도의 중세 역사에서 체라 통치자들의 중심지로서 두드러지게 나타난다. 그러나 2006-07년 케랄라 역사 연구 위원회(케랄라 주 고고학부의 위탁을 받은 자치 기관)가 북파라부르와 코둥갈루르 사이에 있는 파타남 마을에서 일련의 발굴을 진행했고, 잃어버린 무지리스 '항구'가 발견되었다고 발표하면서 새로운 가설이 등장했다. 파타남이 고대 무지리스로 밝혀지면서 역사가들 사이에서도 논란이 불거졌다.
문헌에 따르면 케랄라는 상감 시대부터 향신료를 거래한 것으로 알려져 있으며, 이 무역을 기반으로 일부 역사가들은 외국에서만 향신료 (후추)가 필요하다고 암시했다. 일부 역사가와 고고학자들은 이러한 견해를 비판하면서 남인도 역사가들 사이에서 논쟁이 시작되었다.